# Cova del Vell
La Cova del Vell és una cova d'origen càrstic a la partida de Vinyoles, Xeraco (Safor -Valldigna), tocant al terme municipal de Tavernes de la Valldigna, al massís del Mondúber. En el Racó Ferragut, en Vinyoles, molt prop de l'autopista.
Aquesta cova alberga restes d'activitat humana datada en el Paleolític, segons consta en la memòria de les excavacions realitzades en l'any 1952 de Gurrea i Penalva en 1952.
A pesar de dur a terme un estudi d'aquestes superficial i poc precís, a causa de l'estat fràgil que presentava la cova, s'hi trobaren una sèrie de troballes de gran importància com ara restes ceràmiques fragmentades, sílex, ossos i closques de caragols.
Durant dècades ha estat tradicional anar d'excursió a aquesta cova, entre joves i adolescents, sobretot durant les festes de Pasqua. Amb la construcció de l'autopista del Mediterrani (AP-7) al començament de la dècada del 1970, l'entrada de la cova, orientada a llevant en un vessant molt escarpat, va quedar aïllada dels accessos tradicionals.

## Morfologia
És una cova molt deteriorada degut a la seva estructura calcària, que ha sigut tremendament erosionada, raó per la qual el seu interior està molt fragmentat.